# Forceville-en-Vimeu
Forceville-en-Vimeu è un comune francese di 277 abitanti situato nel dipartimento della Somme nella regione dell'Alta Francia.

## Storia

### Simboli
Il comune ha ripreso lo stemma della famiglia Forceville (de gueules, au sautoir d'argent, cantonné de quatre merlettes du même), signori del luogo dall'inizio del XIII secolo fino alla Rivoluzione francese.

## Società

### Evoluzione demografica
Abitanti censiti